# دانشگاه آمریکایی پاریس

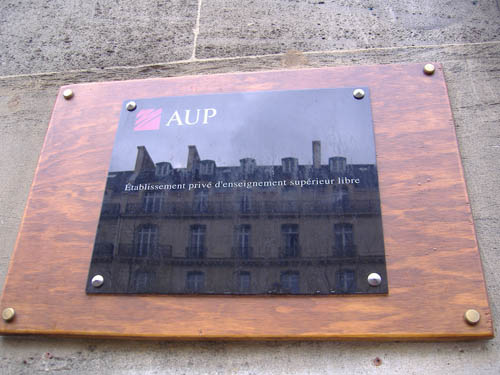

دانشگاه آمریکایی پاریس (به انگلیسی: American University of Paris)، دانشگاهی آمریکایی است که در سال ۱۹۶۲ میلادی در پاریس در فرانسه تأسیس شد. 
این دانشگاه ۱۰۰۰ دانشجو دارد و دروس دانشگاهی در این دانشگاه به زبان‌های انگلیسی تدریس می‌شوند.
کلیه مدارک صادره از این دانشگاه غیرقابل بررسی و ارزشیابی است.

## استادان ایرانی
- شاهین فاطمی
- علی رهنما
- حسن منصور